# Liste der Biografien/Jo
Liste der Biografien |
Portal Biografien |
Personensuche
# |
A |
B |
C |
D |
E |
F |
G |
H |
I |
J |
K |
L |
M |
N |
O |
P |
Q |
R |
S |
T |
U |
V |
W |
X |
Y |
Z |
?
 
Ja |
Jb |
Jd |
Je |
Jh |
Ji |
Jj |
Jl |
Jn |
Jm |
Jo |
Jp |
Jr |
Js |
Jt |
Ju |
Jv |
Jw |
Jy
 
Joa–Jog |
Joh |
Joi–Jom |
Jon |
Joo |
Jop |
Jor |
Jos |
Jot |
Jou |
Jov |
Jow |
Jox |
Joy |
Joz
Die Liste der Biografien führt alle Personen auf, die in der deutschsprachigen Wikipedia einen Artikel haben. Dieses ist eine Teilliste mit 38 Einträgen von Personen, deren Namen mit den Buchstaben „Jo“ beginnt.

## Jo
- Jô (* 1987), brasilianischer Fußballspieler
- Jo (* 1994), rumänische Sängerin und TV-Moderatorin
- Jo Yu-ri (* 2001), südkoreanische Schauspielerin und SängerinJo Yu-ri (* 2001)

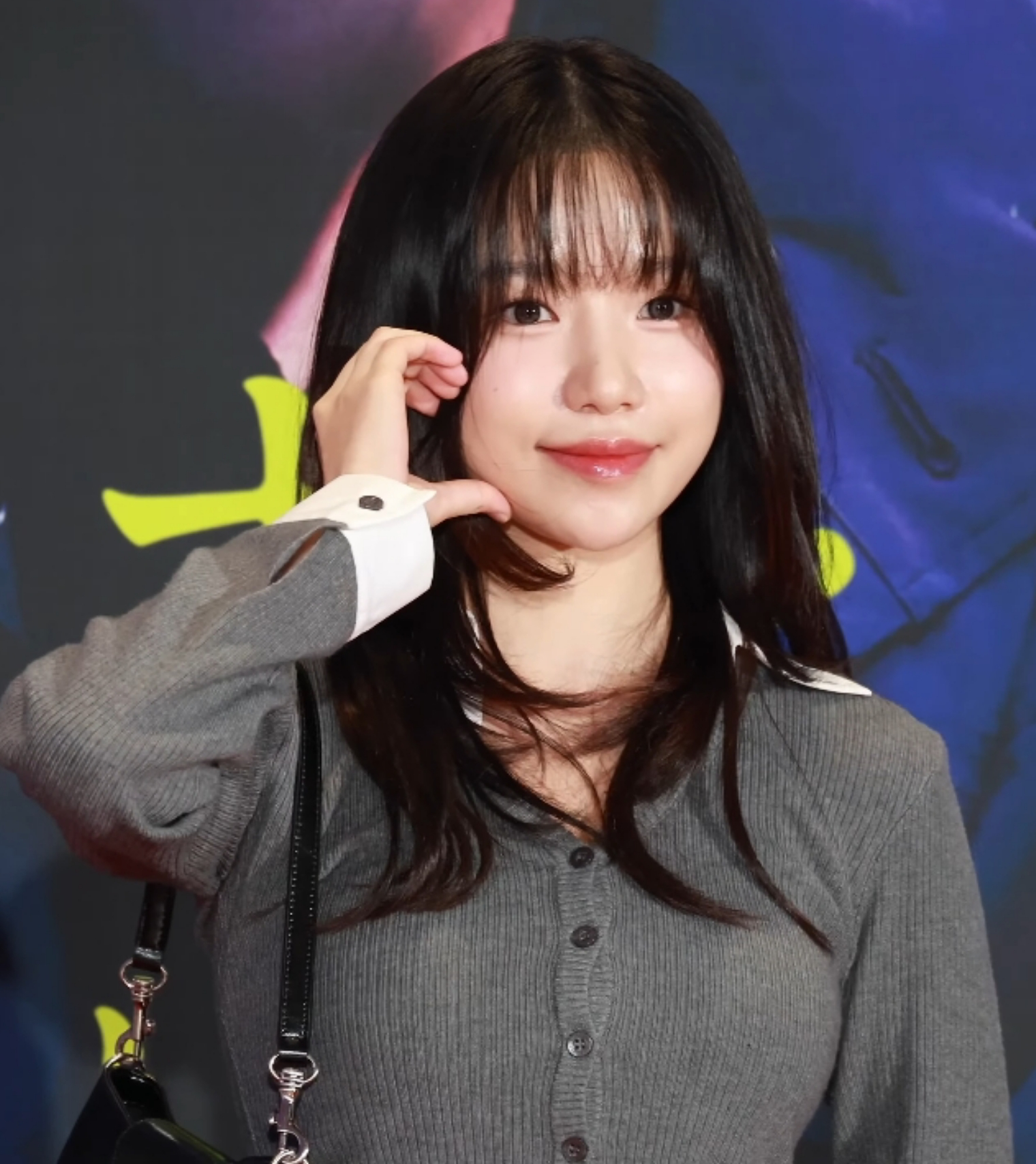
Jo Yu-ri (* 2001)

- Jo, Bun-hui (* 1979), nordkoreanische Marathonläuferin
- Jo, Deok-je (* 1965), südkoreanischer Fußballspieler und -trainer
- Jo, Eun-ji (* 1981), südkoreanische Schauspielerin, Filmregisseurin und Sängerin
- Jo, Gwang-jo (1482–1519), koreanischer Politiker und neokonfuzianischer Philosoph
- Jo, Hyeon-woo (* 1991), südkoreanischer Fußballtorwart
- Jo, Hyo-bi (* 1991), südkoreanische Handballspielerin
- Jo, In-hee (* 1989), südkoreanische Biathletin
- Jo, Jae-hyeon (* 1938), südkoreanischer Radrennfahrer
- Jo, Jae-hyun (* 1965), südkoreanischer Schauspieler
- Jo, Jin-mi (* 2004), nordkoreanische Wasserspringerin
- Jo, Jong-rae (* 1943), südkoreanischer Autor
- Jo, Kum-ryong (* 1999), nordkoreanischer Sprinter
- Jo, Kyung-ran (* 1969), südkoreanische Autorin
- Jō, Michiru (* 1957), japanischer Sänger und Entertainer
- Jo, Min-ji (* 1998), südkoreanische Stabhochspringerin
- Jo, Myong-rok (1928–2010), nordkoreanischer Politiker und Vizemarschall
- Jo, Qasem (1878–1957), afghanischer Musiker
- Jo, Sara (* 1993), serbische Sängerin
- Jo, Seok-hwan (* 1979), südkoreanischer Boxer
- Jo, Seong-hwan (* 1943), südkoreanischer Radrennfahrer
- Jō, Shōji (* 1975), japanischer Fußballspieler
- Jo, Sik (1501–1572), koreanischer Philosoph und Schriftsteller zur Zeit der Joseon-Dynastie
- Jo, Soo-min (* 1999), südkoreanische Schauspielerin
- Jo, Su-ji (* 1994), südkoreanische Eishockeyspielerin
- Jo, Sumi (* 1962), südkoreanische SopranistinSumi Jo (* 1962)

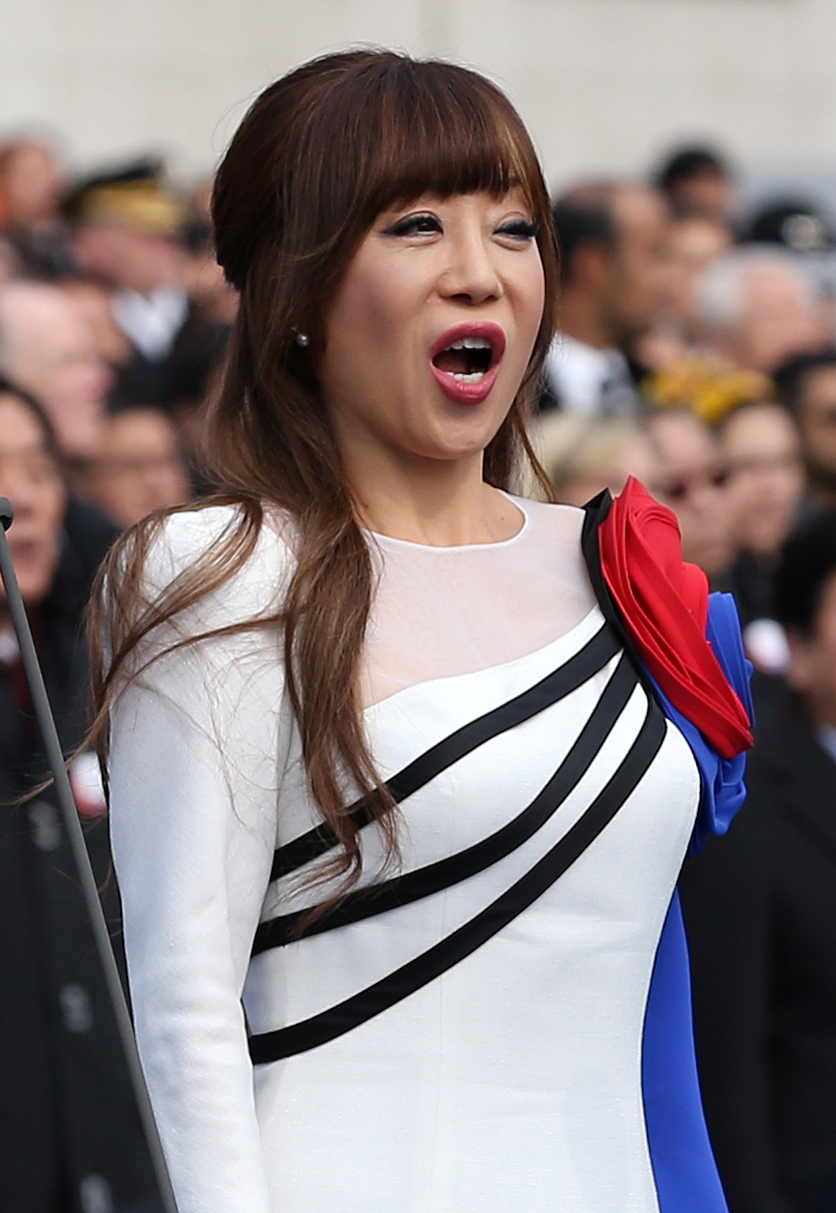
Sumi Jo (* 1962)

- Jo, Sung-hee (* 1979), südkoreanischer Filmregisseur
- Jo, Tae-keun (* 1985), südkoreanischer Fußballspieler
- Jo, Tim (* 1984), US-amerikanischer Schauspieler und Musiker
- Jo, Tong-sop (* 1959), nordkoreanischer Fußballtrainer
- Jo, Uh-jin (* 1987), südkoreanischer Fußballspieler
- Jo, Un-ok (* 1992), nordkoreanische Langstreckenläuferin
- Jo, Woo-ri (* 1992), südkoreanische Schauspielerin
- Jo, Yon-jun (* 1937), nordkoreanischer Politiker
- Jo, Yong-son (* 1970), nordkoreanischer Ringer
- Jo, Yun-sik (* 1931), südkoreanischer Eisschnellläufer